# Turbonilla melea
Turbonilla melea är en snäckart som beskrevs av Bartsch In Dall 1927. Turbonilla melea ingår i släktet Turbonilla och familjen Pyramidellidae. Inga underarter finns listade i Catalogue of Life.